# Грушка, Милан
Милан Грушка (словац. Milan Hruška; род. 26 апреля 1985 года, Топольчани, Чехословакия) — словацкий хоккеист, игравший на позиции защитника.

## Карьера
Воспитанник хоккейной школы ХК «Топольчани». Выступал за ХК «Топольчани», ХК «Нитра», ХК «Левице», «Слован» (Братислава), «Ружинов-99» (Братислава), «Дукла» (Тренчин), «Комета» (Брно), «Горацка Славия» (Тршебич), ХК «Витковице», БК «Млада Болеслав», «Славия» (Прага), ХК «Нове Замки».
В Словацкой экстралиге провёл 410 игр, набрал 104 очка (24+80), в Чешской экстралиге — 139 игр, 19 очков (6+13), в чешской первой лиге — 64 игры, 34 очка (8+26), в словацкой первой лиге — 144 игры, 49 очков (20+29), в юниорской лиге Квебека — 70 игр, 28 очков (6+22), в европейских кубках — 14 игр, 3 очка (1+2).
В составе национальной сборной Словакии провел 7 матчей (1 гол). В составе молодежной сборной Словакии участник чемпионатов мира 2004 и 2005 (12 игр, 0+1). В составе юниорской сборной Словакии участник чемпионата мира 2003 (7 игр, 0+1).
Всего за карьеру в сборной и клубах провёл 867 матчей, набрал 240 очков (66 голов + 174 передачи).

## Достижения
- Чемпион Словакии (2007, 2008)
- Серебряный призёр чемпионата мира среди юниоров (2003)
- Серебряный призёр Чешской экстралиги (2012)
- Бронзовый призёр Словацкой экстралиги (2006, 2009)